# Vasszilvágy
Vasszilvágy község Vas vármegyében, a Szombathelyi járásban.

## Fekvése
Szombathelytől 15 kilométerre északkeletre található, a Gyöngyös-sík északi részén. Két falurésze, Alsó- és Felsőszilvágy a Hosszú-víz mentén fekszik, délnyugatról a Rátka-patak, délkeletről a Kőris-patak határolja.
A szomszédos települések: észak felől Acsád, kelet felől Szeleste, délkelet felől Vát, délnyugat felől Nemesbőd, nyugat felől pedig Vassurány és Salköveskút.

### Megközelítése
Közúton a legegyszerűbben a 86-os főút felől érhető el, váti letéréssel, a 8635-ös úton, ugyanez az út kapcsolja össze Acsáddal is; a többi szomszédjával nincs közvetlen közúti kapcsolata.
A hazai vasútvonalak közül a települést a Sopron–Szombathely-vasútvonal érinti, amely egy szakaszon a közigazgatási területének északnyugati határszélén húzódik. A vasútnak kifejezetten vasszilvágyi megállási pontja nincsen, de a faluhoz legközelebb eső vasúti csatlakozási lehetőség, Acsád vasútállomás alig néhány lépésre van Vasszilvágy, Salköveskút és Acsád hármashatárától, ez utóbbi falu területén, Vasszilvágy központjától körülbelül 2 kilométerre északnyugatra.

## Története
A község területén már a római korban épületek álltak, a templom építése során számos római cseréptöredék és épületmaradvány került elő. A feltárt sírok tanúsága szerint már a honfoglalás előtt település állt itt, ahova annak lakói temetkeztek.
A mai falut 1217-ben Zyluag néven említik először. A templom régészeti feltárása során derült ki, hogy az középkori eredetű, oltárlapjában Nagy Lajos király szerencsedénérját is megtalálták. A templomhajóban, mely 14. századi építésnek bizonyult feltárták a középkori templom festésének több részletét is. 1549-ben két kastélyt említenek itt a Szelestey és Zarka családok tulajdonában. A 16. században lakói protestáns hitre tértek. 1673-ban itt tartottak protestáns kerületi gyűlést. Alsószilvágy köznemesi község volt, melyet története során Kis- és Nemesszilvágynak is neveztek. A 19. században Reidiger Károly birtoka, majd 1918-ban a felsőszilvágyival együtt Bezerédj Imre vásárolta meg. Felsőszilvágy régi birtokosa a Talián család volt, magyar kisbirtokosok lakták.
Fényes Elek szerint "Szilvágy (Alsó-), magyar falu, Vas vmegyében, 174 kath., 28 evang., 5 zsidó lak. F. u. Tallián, Gál stb. Ut. p. Szombathely 1 1/2 óra. Szilvágy (Felső-), magy. falu, Vas vmegyében, 203 kath. lak. Kath. paroch. szentegyház. Szép kastély és kert. F. u. Tallián Antal, cs. k. kamarás. Ut. p. Szombathely."
1910-ben Alsószilvágynak 233, Felsőszilvágynak 325 magyar lakosa volt. A mai települést 1935-ben egyesítették Alsó- és Felsőszilvágy községekből előbb Kétszilvágy néven, majd nevét a maiban állapították meg.

## Közélete

### Polgármesterei
- 1990–1994: Szabó József
- 1994–1998: Szabó József (független)[5]
- 1998–2002: Szabó József (független)[6]
- 2002–2006: Szabó József (független)[7]
- 2006–2010: Szabó József (független)[8]
- 2010–2014: Szabó József (független)[9]
- 2014–2019: Szabó József (független)[10]
- 2019–2024: Szabó József (független)[11]
- 2024– : Németh Tibor (független)[1]

## Népesség
A település népességének változása:
| Lakosok száma | 382  | 382  | 380  | 376  | 370  | 398  | 400  | 388  | 392  | 384  |
|               | 1990 | 2001 | 2011 | 2013 | 2014 | 2017 | 2021 | 2022 | 2023 | 2024 |

A 2011-es népszámlálás során a lakosok 94,2%-a magyarnak, 0,8% németnek, 0,5% románnak, 0,3% szerbnek mondta magát (5,8% nem nyilatkozott; a kettős identitások miatt a végösszeg nagyobb lehet 100%-nál). A vallási megoszlás a következő volt: római katolikus 70,3%, református 3,7%, evangélikus 2,1%, felekezet nélküli 2,1% (21,3% nem nyilatkozott).
2022-ben a lakosság 93,8%-a vallotta magát magyarnak, 0,8% németnek, 0,5% szlovénnek, 0,3% szerbnek, 2,6% egyéb, nem hazai nemzetiségűnek (6,2% nem nyilatkozott; a kettős identitások miatt a végösszeg nagyobb lehet 100%-nál). Vallásuk szerint 50% volt római katolikus, 3,6% református, 2,3% evangélikus, 0,3% görög katolikus, 1,8% egyéb keresztény, 0,5% egyéb katolikus, 3,9% felekezeten kívüli (37,1% nem válaszolt).

## Nevének eredete
Neve a régi magyar szilvágy (= szilvafákkal benőtt hely) főnévből származik. Az egyesítés után előbb Kétszilvágy volt a neve, később a mai nevet állapították meg.

## Nevezetességei
- Szent Miklós tiszteletére szentelt római katolikus temploma nagyon régi, középkori eredetű. Mai formáját az 1769-es átépítés után nyerte el.
- A templom előtt 1732-ben készített Szenvedő Krisztus szobor áll.
- Eklektikus stílusú Bezerédy-kastély, ami mára már egy romos kastély..

## Híres emberek
- Itt született 1940.október 6-án Bódi Tóth Elemér író, költő újságíró.
- Itt született 1936. július 1-én Nagy Alajos tanár, zenetörténész.
- Itt született 1949. november 24-én Devecsery László író, költő, tanár.
- Itt született 1948. szeptember 24-én Pődör György költő, mérnök-tanár, ásványgyűjtő.

## Képgaléria

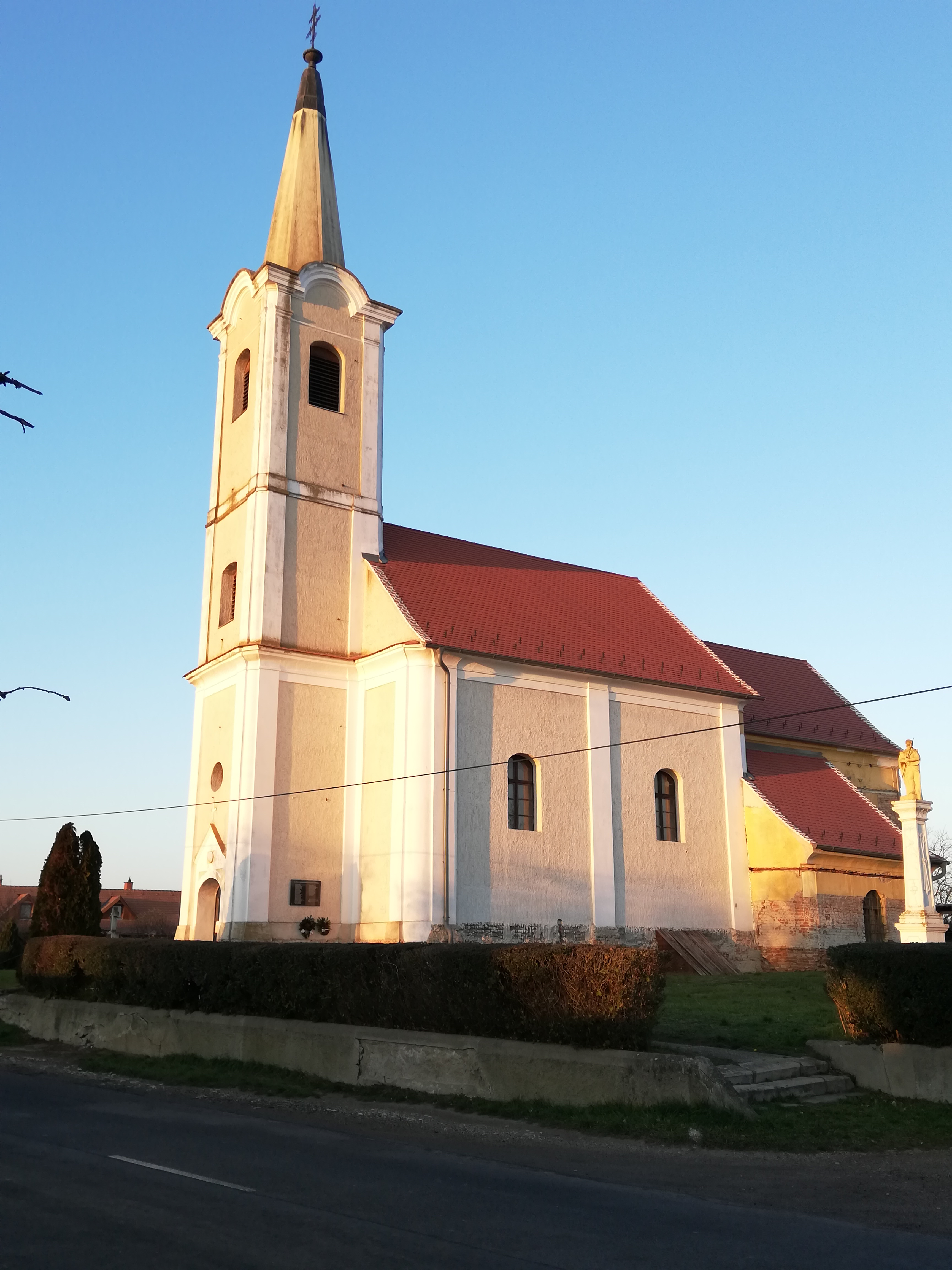
Vasszilvágy katolikus temploma
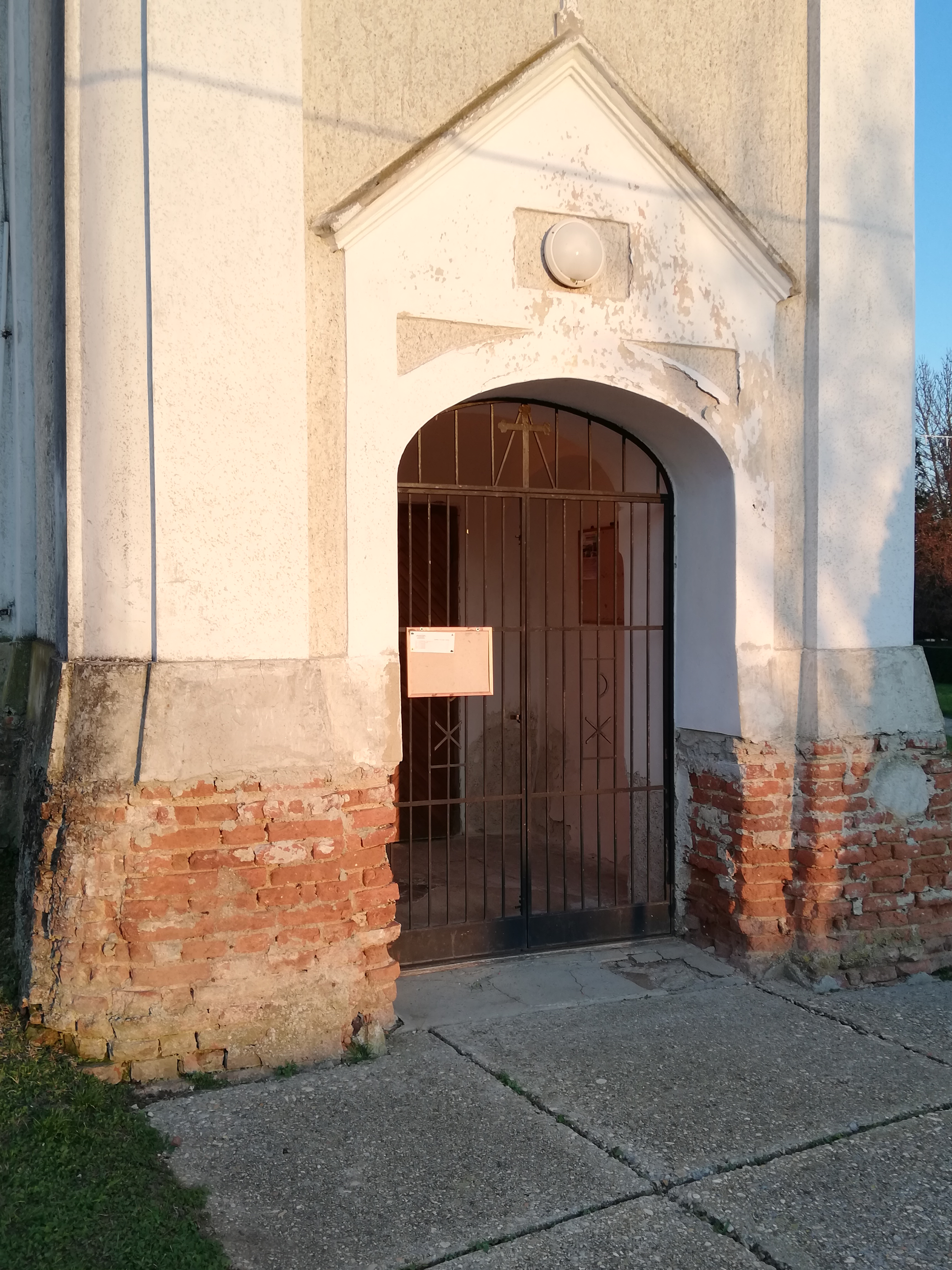
A templom kapuja közelről
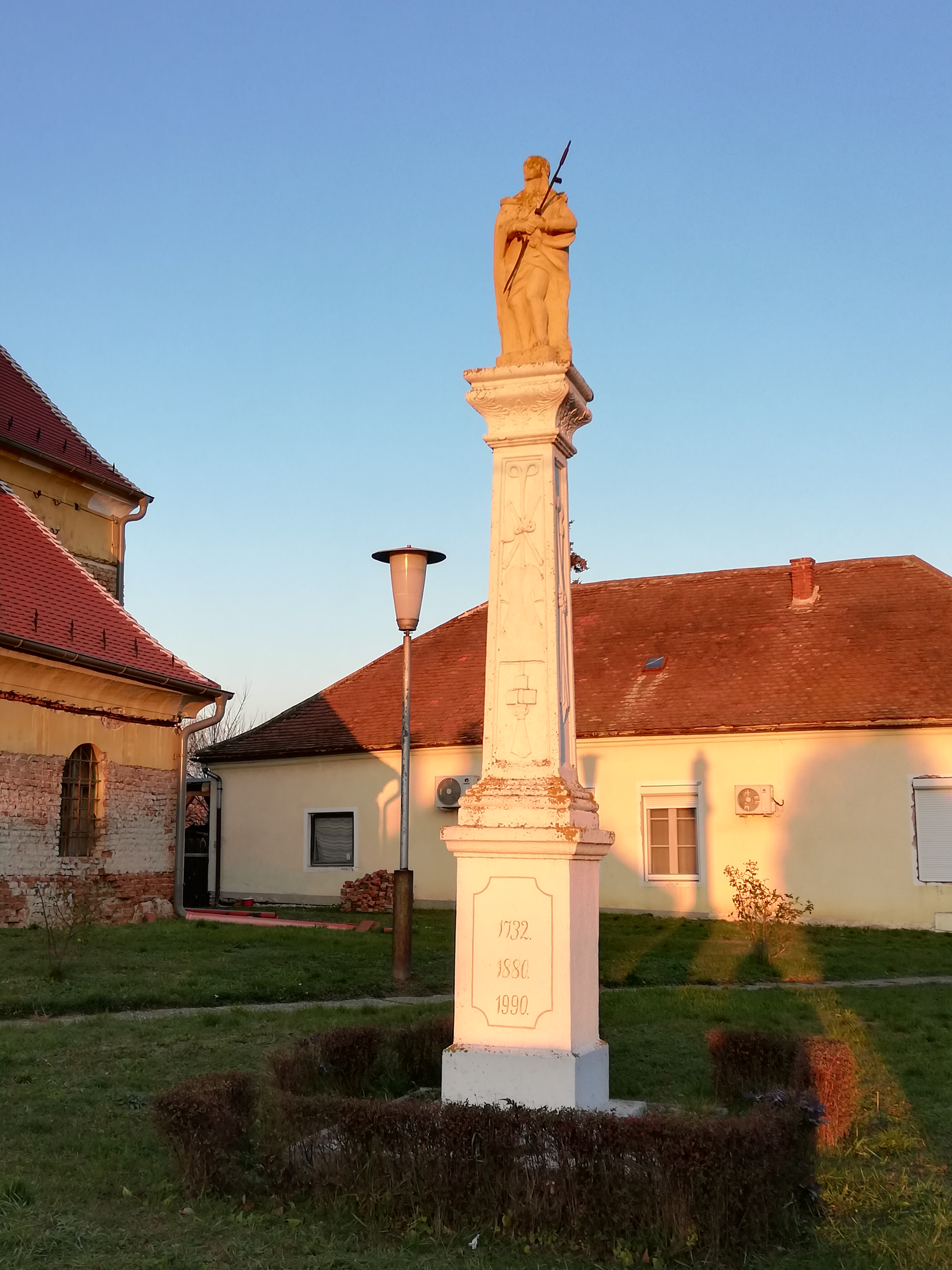
Barokk stílusú kőszobor a templomkertben
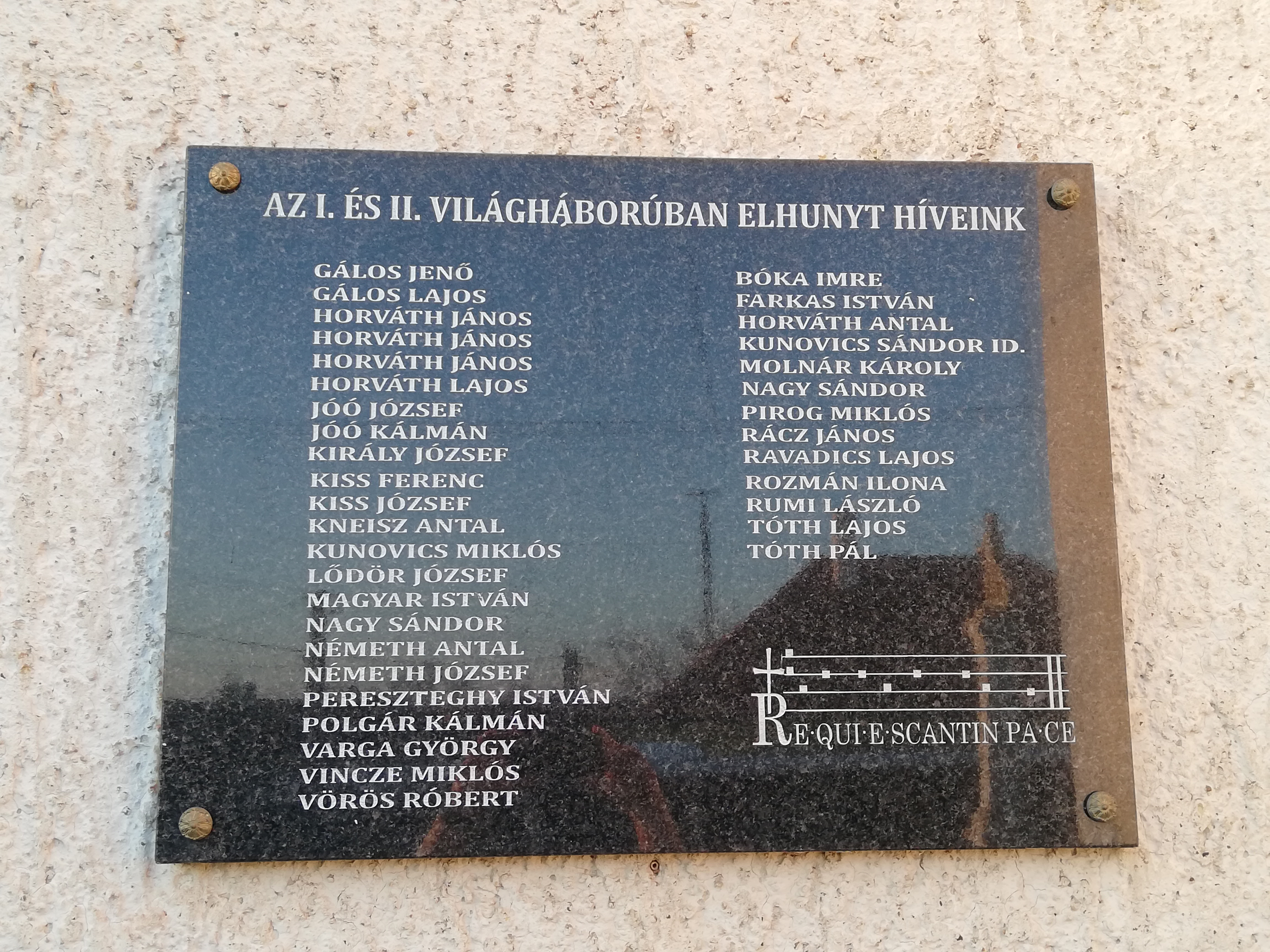
Háborús áldozatok emléktáblája a templom délkeletii falán
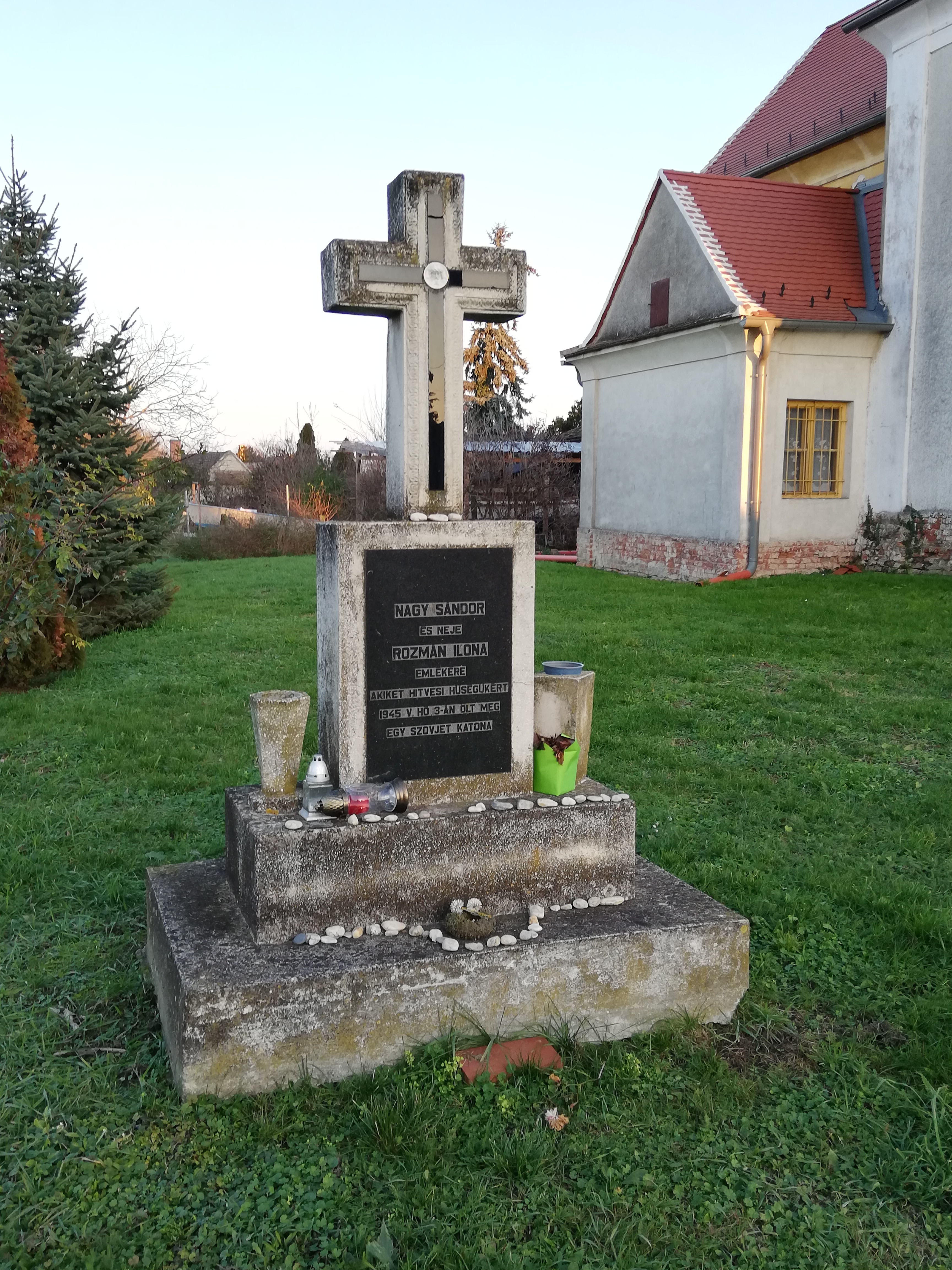
Egy szovjet katona által megölt helyi házaspár emlékkeresztje a templom kertjében
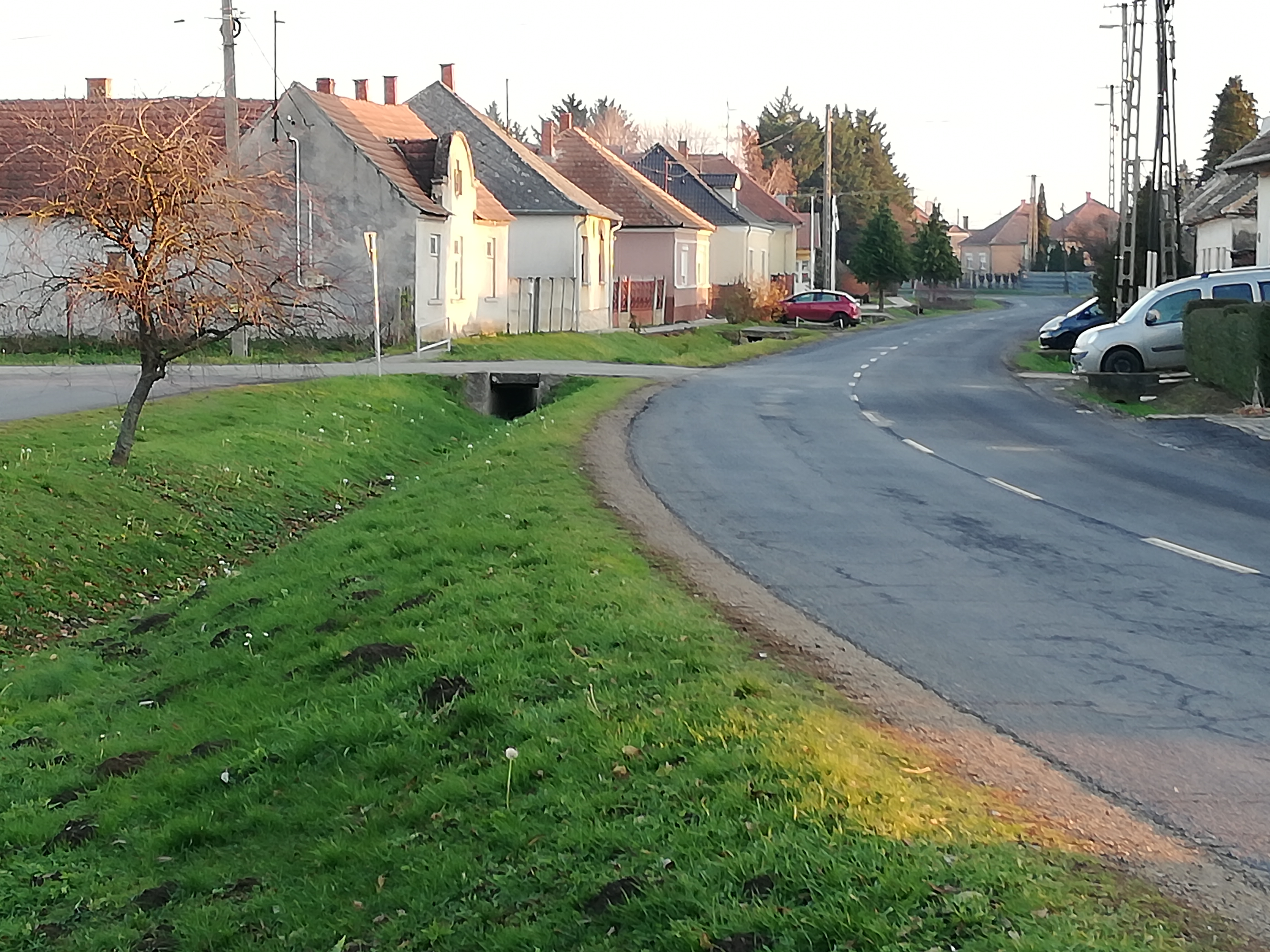
A 8635-ös út Vasszilvágy központjában kelet felé nézve
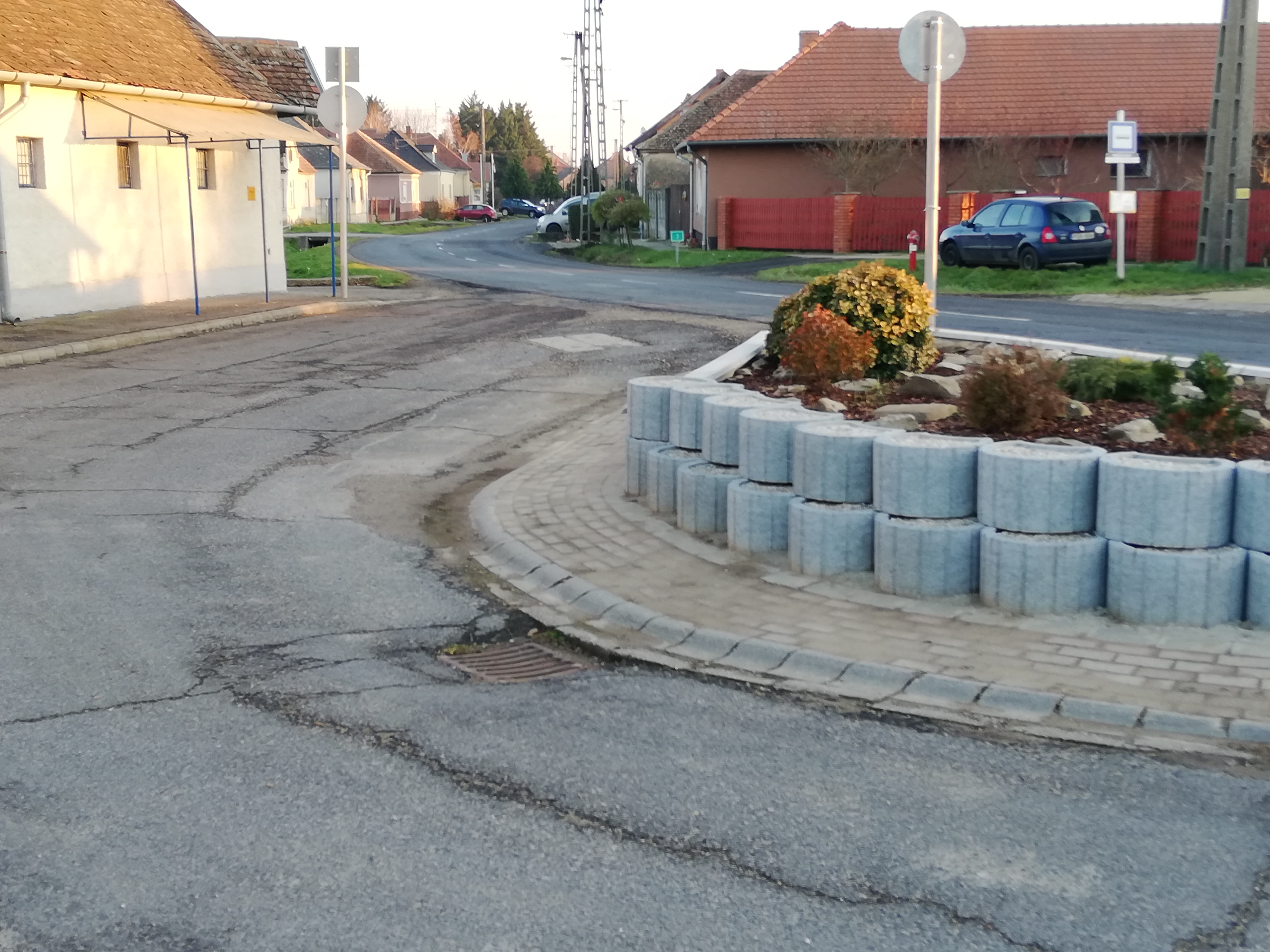
A 8635-ös út a vasszilvágyi buszfordulónál
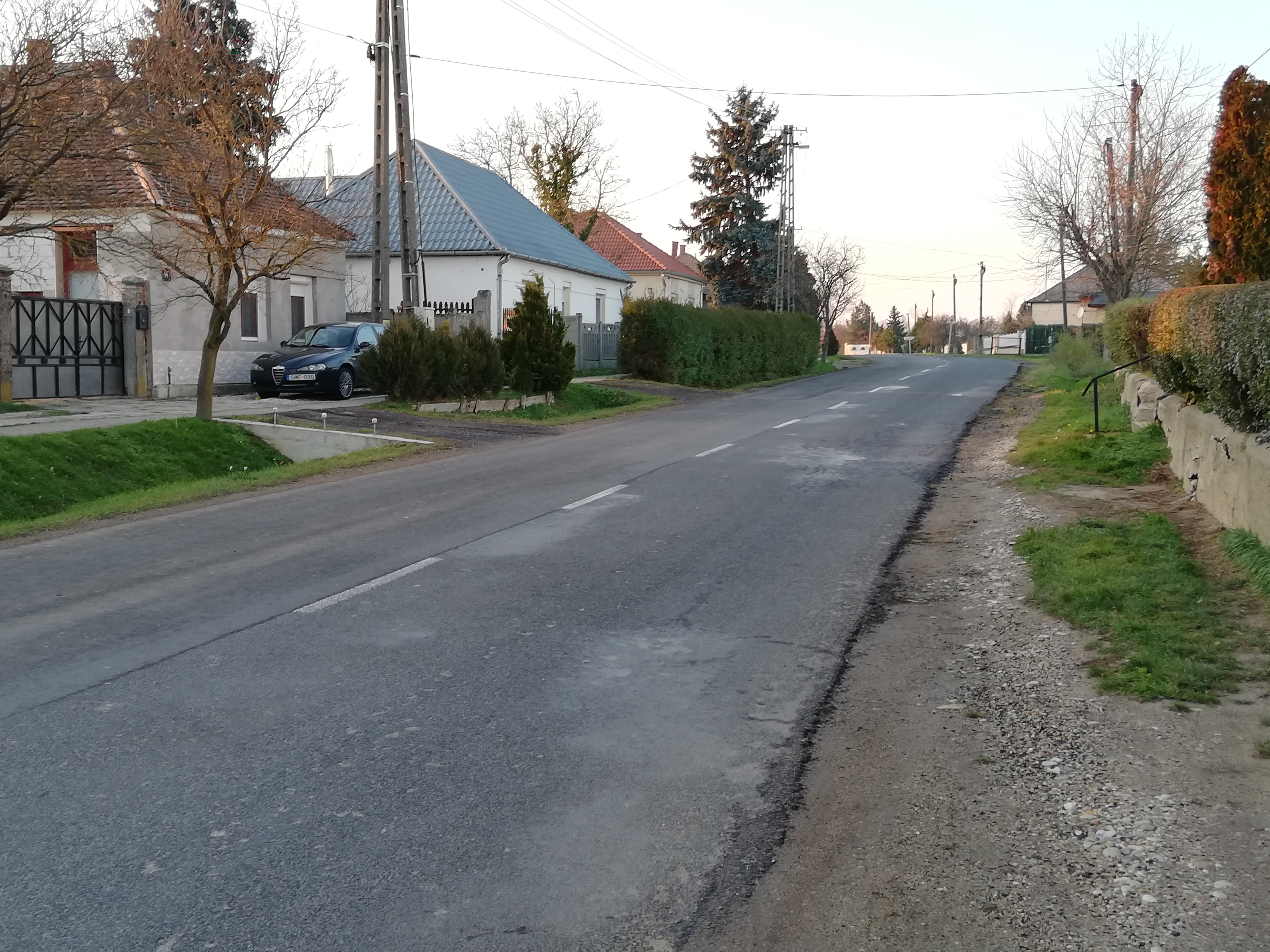
A 8635-ös út Vasszilvágyon nyugat felé nézve